# Zacharias Conrad von Uffenbach (Politiker)
Zacharias Conrad von Uffenbach (auch Konrad) (* 1. Februar 1639 in Frankfurt am Main; † 6. Juni 1691 ebenda) war Jurist und Jüngerer Bürgermeister in der Reichsstadt Frankfurt.
Uffenbach war der Sohn des Frankfurter Ratsherren Achilles von Uffenbach und dessen Ehefrau Anna Ottilia geborene Weickhard. Er war der Onkel des gleichnamigen Privatgelehrten Zacharias Konrad von Uffenbach. Uffenbach heiratete Anna Catharina geborene Schlingwolff. Der gemeinsame Sohn Nikolaus von Uffenbach wurde ebenfalls Ratsherr und Senator in Frankfurt.
Uffenbach studierte ab dem 3. Oktober 1656 an der Universität Jena und ab dem 18. Mai 1660 an der Universität Gießen Rechtswissenschaften und disputierte 1663 in Gießen. Nach dem Studium führten ihn Reisen nach Frankreich. Er war Advokat in Frankfurt und Isenburg-Büdinger Rat. Anlässlich einer Spezialdeputation 1688/89 vertrat er Frankfurt beim Reich. Seit 1679 war er als Senator Ratsmitglied in Frankfurt und wurde 1687 Jüngerer Bürgermeister. 1691 stieg er zum Schöff auf.